# Pont de les Peixateries Velles
El Pont de les Peixateries Velles o Eiffel és una obra de Girona que forma part de l'Inventari del Patrimoni Arquitectònic de Catalunya.

## Descripció
Estructura en gelosia de 3,5 m de cantell, composta per perfils reblonats i peces en «L». El paviment és fet amb taulons de fusta per a evitar l'efecte negatiu del rovell en el ferro. El pont presenta una sola llum de 41,5 m, suficient per a salvar l'amplada del riu. L'amplada del paviment és de 2,62 m. Actualment hi ha taulons de fusta al sòl. L'alçada del paviment respecte del llit del riu és d'uns 7 m. Els estreps són de fàbrica de carreus.

## Història
A la subhasta pública celebrada el 6 de gener de 1877, hi acudiren Ignasi Serrallach i Mas i La Maquinista Terrestre i Marítima, tots dos de Barcelona, i la companyia Gustave Eiffel de París, que en aquells temps també construïa altres ponts per a diferents línies ferroviàries de la península. Aquesta darrera fou la guanyadora, amb un pressupost de 22.500 pessetes. Sembla que les obres es retardaren i la companyia Eiffel no acabà fins al juliol de 1877, data en què es feu la prova de càrrega. S'hi instal·laren uns fanals obsequi de la constructora. L'any 1959 s'hi col·locà un paviment d'asfalt sobre el forjat convencional, que en deteriorà l'estructura. Per això l'any 1979 s'hi substituí el paviment per un de roure i es reforçà l'estructura malmesa per la humitat.